# Saturn-Apollo 5
Saturn-Apollo 5 (SA-5) – pierwszy lot orbitalny w programie Apollo i jednocześnie pierwszy test rakiety Saturn w wersji udoskonalonej (Saturn I Block 2).
Ładunek stanowiła osłona aerodynamiczna rakiety Jupiter C. Misja zrealizowana przez Centrum Lotów Kosmicznych imienia George’a C. Marshalla.

## Zmiany w rakiecie
Główną zmianą w locie SA-5 w porównaniu do poprzednich był lot Saturna I z dwoma prawdziwymi członami (nie makietami). Napęd II członu korzystał z 6 silników RL-10 na ciekły wodór i ciekły tlen. Mimo że taka jednostka napędowa miała być przetestowana kilka lat wcześniej w rakiecie Centaur, pierwszy Centaur wystartował jedynie dwa miesiące przed lotem SA-5.

## Istotność misji
Misja ta była jednym z milowych kroków programu Apollo i budowy rakiet Saturn:
- pierwszy lot dwuczłonowego Saturna
- pierwszy raz rakieta przenosiła dedykowaną ilość paliwa (340 ton) w powiększonych zbiornikach
- pierwszy raz w locie rakieta osiągnęła ciąg 680 400 kg-siły
- pierwsze użycie członu S-IV
- pierwsze użycie układu kierowania członu Saturn I
- pierwszy lot w ramach programu Apollo, który osiągnął orbitę

## Przebieg lotu
Pierwotną datą startu był 27 stycznia 1964 roku. Przygotowania do startu w tym dniu przebiegały prawidłowo aż do zatankowania 93% ciekłego tlenu. Wtedy też obsługa przełączyła sposób tankowania z szybkiego na wolne, uzupełniające. Po przełączeniu okazało się, że jego poziom spada, gdyż zbiornik nie jest uzupełniany. Przyczyną był zator rurociągu. Ponieważ nie można było go łatwo usunąć, start przełożono o dwa dni.

Druga próba tankowania powiodła się i rakieta wystartowała bez przeszkód z kosmodromu na Przylądku Kennedyˈego ze stanowiska startowego 37 (skąd były wysyłane następne rakiety tego typu). W chwili startu miała wraz z ładunkiem wysokość 48,8  m i masę 508,9  tony, a silniki pierwszego członu wytworzyły ciąg 682,2 T. Rakieta przesłała na Ziemię 1183 pomiary dokonane na jej pokładzie. Była śledzona przez sześć teleskopów. Pierwsze 1000 m jej lotu obserwowano w celu znalezienia jakichkolwiek przechyłów, obrotów lub nachyleń, za pomocą 13 kamer. W czasie tej próby został wprowadzony na orbitę okołoziemską drugi człon rakiety. Początkowo satelita poruszał się po orbicie, której perygeum znajdował się na wysokości 261 km, a apogeum na wysokości 751 km. Nachylenie do płaszczyzny równika wynosiło 31,4°, jedno okrążenie wokół Ziemi trwało 94,4 minuty. Na orbitę został wprowadzony drugi człon S IV o masie 6486 kg wraz z zasobnikiem o masie 1134 kg zawierającym 5262 kg piasku, 2404 kg przyrządów naukowych i sterujących oraz część łączącą S IV z zasobnikiem o masie 1814 kg. Łącznie w ruch satelitarny wprowadzono masę 17 100 kg. Urządzenie miało długość około 25,6 m i średnicę około 5,6 m.

Rozłączenie się członów przebiegło pomyślnie i było rejestrowane przez osiem kamer. Pierwszy człon został wyłowiony z Atlantyku 800 km od miejsca startu.
Drugi człon wraz z osłoną termiczną osiągnął orbitę okołoziemską, a ponieważ razem miały masę 17 100 kg, stały się wówczas najcięższym wyniesionym satelitą – mimo że nie to było celem misji i nie miał on wartości użytecznej jako sztuczny satelita.